# Ů
Ů in minuscolo ů, è un grafema usato nell'alfabeto ceco e slesiano. È la lettera U diacritata con un anello.

## Uso
In ceco, ů non si trova mai all'inizio di una parola. Questo suono proviene da una /o/ lunga che si è evoluto in un dittongo uo.
Il suono quindi è diventato una /u/ lunga. È per questo motivo che u spesso alterna con O e che le parole che contengono ad U spesso hanno un equivalente o. In altre lingue slave (ad esempio dům, “casa“, diventa domu nel genitivo, e si dice dom in polacco). In slovacco, il dittongo uo è rimasto e si scrive ô (cavallo si dice kůň in ceco e in slovacco kôň).
La lettera ú si pronuncia allo stesso modo di ů, ma si trova solo all'inizio di una parola (o dopo un prefisso), come in úhel ("angolo"). Nelle altre posizioni, ú si è evoluto in o.
In slesiano, la lettera ů Indica il suono intermedio tra /o/ e /u/ corrispondente alla pronuncia originale della lettera polacca ó.

## Rappresentazioni al computer
L'anello sulla u può essere rappresentato con i seguenti caratteri Unicode:
| Forma     | Lettera | Codice |
| --------- | ------- | ------ |
| Maiuscolo | Ů       | U+016E |
| Minuscolo | ů       | U+016F |

| Forma     | Lettera | Codice        |
| --------- | ------- | ------------- |
| Maiuscolo | Ů       | U+0055 U+030A |
| Minuscolo | ů       | U+0075 U+030A |